# Most promowy pod Hamrštejnem
Most promowy pod Hamrštejnem – samoobsługowy drewniany most promowy nad Nysą Łużycką. Mieści się w Czechach na granicy miast Chrastava i Liberec, pod ruinami zamku Hamrštejn.

## Funkcja
Łączy Andělską Horę (wieś w granicach Chrastavy) z Machnínem (dzielnicą Liberca) przystankiem Machnín hrad na linii kolejowej Liberec – Żytawa (czeska linia 089), skracając drogę o ponad kilometr, co ułatwia mieszkańcom codzienne podróże do pracy.
Most stanowi atrakcję turystyczną. Jest to pierwszy most promowy w Czechach.
Do mostu prowadzą szlaki rowerowe.

## Historia
W miejscu, w którym obecnie znajduje się most pod Hamrštejnem, wcześniej znajdowała się oddana do użytku w 2007 roku metalowa kładka, która została zniszczona przez powódź w sierpniu 2010 roku.
Budowę zainicjował Pavel Klega, zastępca burmistrza Pragi (w latach 2002–2014). Skontaktował się ze swoim zaprzyjaźnionym architektem Martinem Rajnišem, który odwiedził go 16 sierpnia 2010 roku. Według relacji architekta, miał powiedzieć wiceburmistrzowi, że "wybory to gadanie, które nikogo nie obchodzi, i trzeba pozwolić zobaczyć ludziom, że podchodzi się do ich spraw poważnie".
Pierwszy szkic mostu gondolowego utworzono 18 sierpnia 2010, jednak nie ustalano wtedy jeszcze konkretnej lokalizacji. Pierwotnie rozważano, że powstanie on na terenie wsi Višňová, jednak udało się w niej zabezpieczyć przed wodą dotychczasową betonową kładkę. Zainteresowana mostem promowym okazała się jednak Chrastava.
Martin Rajniš przyznał, że zainspirowała go praca jego kolegi Mirko Bauma, który siedem lat temu zbudował most gondolowy w Zagłębiu Ruhry na rzece Niers.
Trzy tygodnie trwało dopracowanie projektu, przygotowanie dokumentacji i zlecenie zamówień.
Budowę skomplikowała kolejna powódź, która miała miejsce w dniach 27, 28 i 29 września 2010 roku, W jej trakcie zniszczone zostały fundamenty, przez co koniecznie było dokonanie zmian w projekcie.
Budowa kosztowała ok. 650 tys. koron. Była to ok. 1/3 ceny niemieckiego mostu, którym się inspirowano. Różnica w cenie wynikała z innych materiałów: most w Niemczech jest żelazny, ten drewniany. Wydatki udało się pokryć, dzięki firmom i mieszkańcom Pragi.
Most został oddany do użytku 10 października 2010 roku o godz. 10:10. W otwarciu wzięło udział ponad 100 osób, były występy muzyczne, alkohol i poczęstunek.
Mediafax podawał, że czas budowy wynosił 23 dni, jednak ČT24 podała, że był to czas od pierwszego pomysłu i rozpoczęcia procesu przygotowań aż do rozpoczęcia budowy. Niektóre źródła podawały, że czas fizycznej budowy mostu wynosił zaledwie 8 dni. Jiřina Suchanová stwierdziła, że to niesamowite, że most został wybudowany tak szybko, i wyraziła przypuszczenie, że było to związane ze zbliżającymi się wyborami.
W sobotę 23 października ok. 2 w nocy most został zrabowany: zniknęła lina oraz gondolka. Skradzione materiały miały wartość około 2 tysięcy koron. Podkreślono, że miejsce było oświetlone, a po kradzieży zapowiadano zamontowanie kamer. Burmistrz Michael Canov stwierdził, że nie był to zwykły wandalizm czy samolubna kradzież, szkody zostały raczej spowodowane zemstą lub zazdrością. Naprawa szkód wyrządzonych kradzieżą miała potrwać tydzień.
Miesięczny okres próbny zakończył się 11 listopada 2010 roku.
W 2014 roku okazało się, że most został zaatakowany przez niszczycę płotową. Pod koniec maja 2014 rozpoczęto generalny remont mostu. W ciągu dwóch tygodni wymieniono podstawową konstrukcję nośną i dodano kilka nowych elementów ochronnych.

## Opis
Most został wykonany z drewna, posiada betonowe fundamenty oraz stalową linę. Wielkość została dobrana tak, aby mieścić 6 osób, dwóch rowerzystów z rowerami lub rodziców z wózkiem dziecięcym. Most jest samoobsługowy, co oznacza, że pasażerowie muszą sami przyciągać się liną do brzegu.
Ma długość ok. 23 metrów.